# Riki-Oh: Historia Rikiego (film)
Riki-Oh: Historia Rikiego (chiń. 力王 Lik Wong, ang. The Story Of Ricky) – hongkoński film akcji z 1991 roku w reżyserii Lam Ngai Kaia na podst. mangi Riki-Oh Masahiko Takajo i Tetsuyi Saruwatariego.

## Fabuła filmu
Akcja filmu toczy się w 2001 roku. Więzienia przeszły w posiadanie prywatnych korporacji, szerzą się w nich korupcja i bezprawie. Sytuacja jednak zmienia się, gdy do jednego z zakładów karnych trafia Riki, skazany za zamordowanie dilera narkotyków, który doprowadził do śmierci jego dziewczyny. Riki w więzieniu staje w obronie słabszych i pokrzywdzonych i bynajmniej nie patyczkuje się z oprychami. Wkrótce odkrywa, że naczelnik zakładu na jego terenie zajmuje się produkcją opium. Bohater postanawia ukrócić ten niecny proceder.

## Obsada
- Louis Fan  – Lik Wong
- Fan Mei-sheng – zastępca naczelnika
- Ho Ka-kui – naczelnik
- Yukari Ōshima – Huang Chung
- Frankie Chin – Hai
- Kōichi Sugisaki – Taizan
- Wong Kwai-Hung – Baishen
- Wong Kwok-leung – syn naczelnika
- Gloria Yip – Keiko
- Tetsurō Tamba – Mistrz Zhang
- Chan Ging – Yeh Ming
- Power Chan – Sha
- Philip Kwok – Kuang
- Chang Gan-Wing – Ma
- Lam Kai-Wing – Wildcat
- Lam Suet – szef narkotykowy